# Big Coleman River
Der Big Coleman River ist ein Fluss im Norden des australischen Bundesstaates Queensland in der Region Far North Queensland auf der Kap-York-Halbinsel.

## Geographie
Der Fluss entspringt südlich des Mount Walsh, rund 220 Kilometer nordwestlich von Cooktown und östlich der Peninsula Developmental Road. Der Big Coleman River fließt nach Südwesten, unterquert die Straße und bildet zusammen mit dem Little Coleman River bei The Lagoons den Coleman River.